# Johann Christian Schickhardt
Johann Christian Schickhardt (Braunschweig, 1681 – Leida, 1762) è stato un compositore e flautista tedesco.

## Biografia
Entrò giovanissimo alla Corte del duca di Brunswick dove ricevette una adeguata istruzione musicale ma si spostò presto nei Paesi Bassi dove soggiornò in diverse corti di quel paese. Fu sicuramente presso gli Hessen-Kassel, Anhalt-Dessau e forse gli Orange. Tornò quindi in Germania e precisamente ad Amburgo dove si stabilì nel 1711 restandovi per circa otto anni. Si presume poi che sia passato in Scandinavia prima di ritrovarlo a Londra nel 1732 in occasione di un concerto di sue musiche. Si presume che dovette soggiornarvi abbastanza a lungo tanto da pubblicarvi una raccolta di 24 sonate. Esiste poi un periodo in cui le sue notizie sono scarse fino a quando nel 1745 appare come professore presso l'Università di Leida. 

## Opere
Egli fu famoso soprattutto per la sua produzione di musica da camera e le sue sonate, spesso scritte per il flauto dolce, furono molto famose ai suoi tempi visto il numero di pubblicazioni realizzate in Olanda ma anche in Inghilterra.